# Pilot (Rick and Morty)
"Pilot" é o primeiro episódio da série de televisão animada e sitcom norte-americana Rick and Morty. Escrito pelos criadores da série Dan Harmon e Justin Roiland, e sendo dirigido pelo próprio Roiland, o episódio foi ao ar pela primeira vez no Adult Swim no dia 2 de dezembro de 2013. Na trama do episódio em questão, a série apresenta seus protagonistas, o cientista alcoólatra Rick Sanchez e seu inocente neto adolescente Morty Smith, enquanto embarcam em uma perigosa aventura interdimensional em busca de sementes de frutas de Mega Árvores. O piloto teve uma recepção variada entre mista e positiva sendo visto por cerca de 1.1 milhão de telespectadores durante a exibição.

## Enredo
Os pais de Morty assumem que Rick é uma má influência sobre o seu neto, Morty, quando descobre que ele perdeu um semestre inteiro na escola, no tempo que passou em aventuras com Rick. Rick leva Morty para outra dimensão, conhecida como Dimensão 35-C, que possui as condições perfeitas para o crescimento de "Mega Árvores", cujas mesmas Rick requer para concluir sua pesquisa. No intuito de passar pela alfândega de policiais intergalácticos, Morty esconde as sementes da Mega Árvore em sua cavidade retal, mas quando sua omissão é descoberta, Rick e Morty escapam enquanto se envolvem em um tiroteio com insetos alienígenas burocráticos. Em última instância, as sementes são usadas para tornar Morty altamente inteligente, fazendo com que seus pais acreditem que sua educação está em perfeita qualidade e que deixem Rick ficar com ele. Porém a energia das sementes é desperdiçada com Morty que fica se contorcendo no chão devido aos efeitos colaterais, enquanto Rick informa seu neto que eles precisam voltar para a dimensão e obter mais sementes antes de começar um discurso sem sentido de que eles estarão indo em muitas outras aventuras malucas.

## Recepção
Zach Handlen, escrevendo para o The A.V. Club, avaliou o episódio com nota B+, afirmando que "nunca é permitido [ao telespectador] esquecer as implicações sombrias das ambições de Rick. O que significa que ainda há muitas apostas, o que torna as piadas mais engraçadas e mantém as histórias interessantes." Adicionalmente, Jason Tabrys do Screen Rant foi majoritariamente positivo em sua análise do episódio, fazendo comparações com Doctor Who e O Guia do Mochileiro das Galáxias, algumas das inspirações de Harmon para a criação da série animada.